# Carpa-comum
Carpa-comum (nome científico: Cyprinus carpio) é um peixe cipriniforme da família dos ciprinídeos (Cyprinidae), de coloração cinza prateado. Está difundida por águas eutróficas em lagos e grandes rios na Europa e Ásia. As populações selvagens nativas são consideradas vulneráveis à extinção pela União Internacional para a Conservação da Natureza (UICN), mas a espécie também foi domesticada e introduzida (veja aquacultura) em ambientes em todo o mundo, e muitas vezes é considerada espécie invasora destrutiva. Está na trigésima primeira posição da lista 100 das espécies exóticas invasoras mais daninhas do mundo e está na Lista de espécies invasoras no Brasil.

## Etimologia
"Carpa" originou-se do alemão Karpfen, através do latim tardio carpa.

## Taxonomia
A carpa-comum possui uma subespécie, C. c. carpio, que é nativa de grande parte da Europa (principalmente os rios Danúbio e Volga). Uma segunda subespécie, C. c. haematopterus (carpa-de-amur) nativa do leste da Ásia, foi reconhecida no passado, mas autoridades recentes a tratam como espécie separada sob o nome de C. rubrofuscus. A carpa-comum e vários parentes asiáticos em suas formas puras podem ser separadas por merística e também diferem na genética, mas são capazes de cruzar. A carpa-comum também pode cruzar com o peixinho-dourado (Carassius auratus); o resultado é a chamada carpa-de-kollar.

## História
A carpa-comum é nativa da Europa e da Ásia e foi introduzida em todas as partes do mundo, exceto nos polos. É a terceira espécie (peixe) mais frequentemente introduzida em todo o mundo, e sua história como peixe de criação remonta à época romana. A carpa é usada como alimento em muitas áreas, mas também é considerada praga em várias regiões devido à sua capacidade de competir com os estoques de peixes nativos. A carpa-comum original foi encontrada no delta interior do rio Danúbio há cerca de 2000 anos e era em forma de torpedo e de cor amarelo-dourada. Tinha dois pares de barbilhões e um padrão de escamas em forma de malha. Embora este peixe tenha sido inicialmente mantida em cativeiro explorado, mais tarde foi mantido em grandes lagos especialmente construídos pelos romanos no centro-sul da Europa (verificado pela descoberta de restos de carpas-comuns em assentamentos escavados na área do delta do Danúbio). À medida que a aquacultura se tornou ramo lucrativo da agricultura, esforços foram feitos para cultivar os animais, e os sistemas de cultivo logo incluíram lagoas de desova e cultivo.
As subespécies europeias e asiáticas foram domesticadas. Na Europa, a domesticação da carpa como alimento dos peixes foi difundida pelos monges entre os séculos XIII e XVI. As formas selvagens de carpa já haviam chegado ao delta do Reno no século XII, provavelmente com alguma ajuda humana. As variantes que surgiram com a domesticação incluem a carpa-espelho, com grandes escamas espelhadas (espelho linear – sem escamas, exceto por uma fileira de escamas grandes que correm ao longo da linha lateral; originária da Alemanha), a carpa-de-couro (praticamente sem escamas, exceto perto da barbatana dorsal) e a carpa-totalmente-escamada. A carpa koi (em japonês: 錦鯉; romaniz.: nishikigoi; em chinês: 鯉魚; romaniz.: lĭ yú (pinyin)) é uma variedade ornamental domesticada que se originou na região de Niigata do Japão na década de 1820, mas suas espécies-mães são provavelmente a carpa do leste asiático, possivelmente C. rubrofuscus.

## Fisiologia

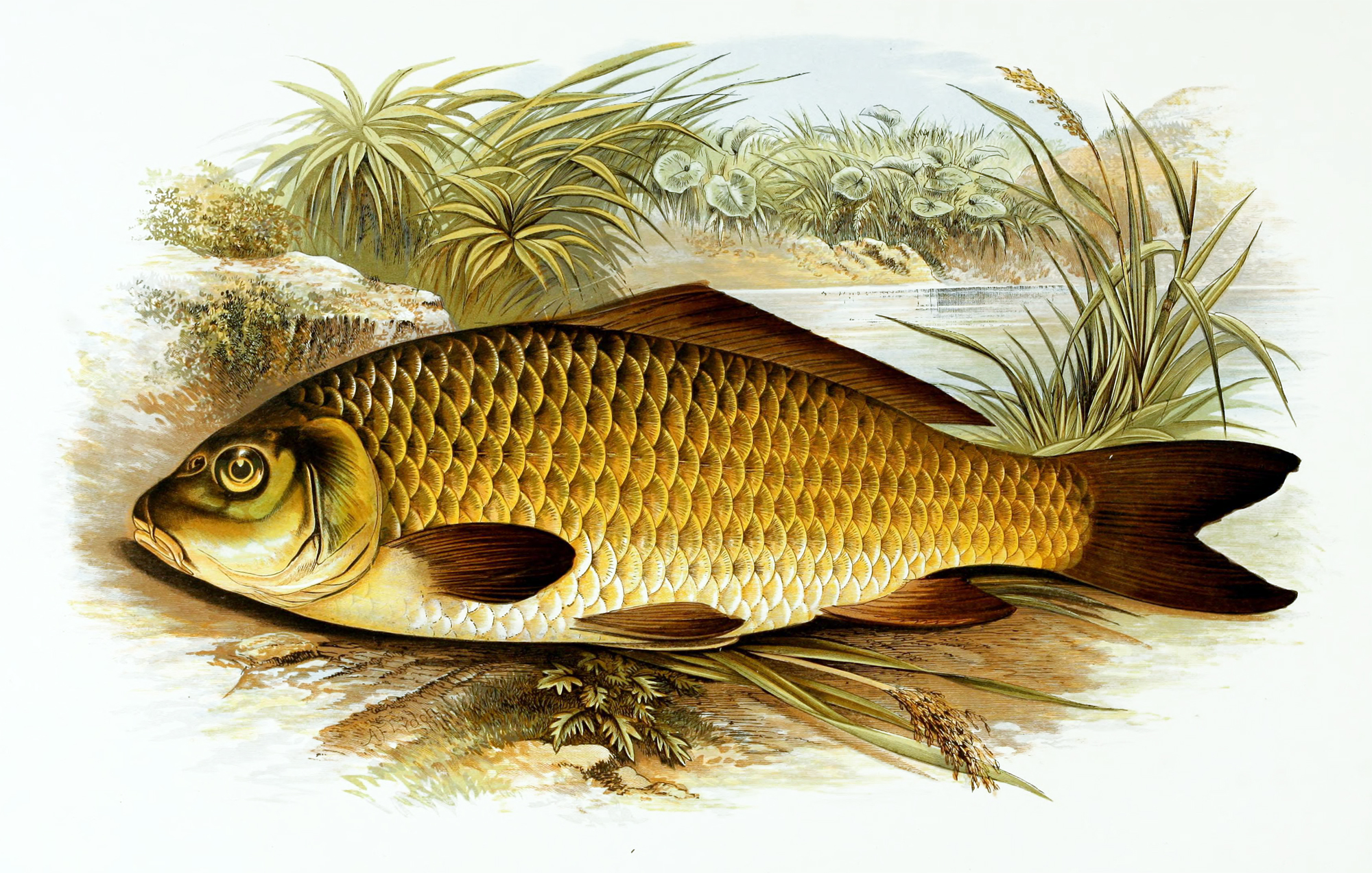
Carpa-comum em desenho de Alexander Francis Lydon

A carpa tem construção robusta, com brilho dourado escuro mais proeminente em sua cabeça. Seu corpo é adornado com grandes escamas conspícuas que são muito brilhantes. Tem grandes barbatanas peitorais e uma barbatana dorsal afilada que desce os últimos dois terços do corpo, ficando progressivamente mais alta à medida que se aproxima da cabeça da carpa. Suas barbatanas caudal e anal podem ser de bronze escuro ou lavadas com tom alaranjado de borracha. A boca da carpa é virada para baixo, com dois pares de barbilhões, sendo os do fundo maiores. A carpa-comum selvagem é tipicamente mais magra do que as formas domesticadas, com comprimento do corpo cerca de quatro vezes a altura do corpo, carne vermelha e boca saliente à frente. A carpa-comum pode crescer até tamanhos muito grandes se receber espaço e nutrientes adequados. Sua taxa média de crescimento em peso é cerca de metade da taxa de crescimento da carpa domesticada Não atinge comprimento e peso da carpa domesticada, que (variação, 3,2-4,8 vezes) pode crescer até o máximo comprimento de 120 centímetros (47 polegadas), um peso máximo de mais de 40 quilos (88 libras), e uma idade mais antiga registrada de 38 anos.

## Ecologia

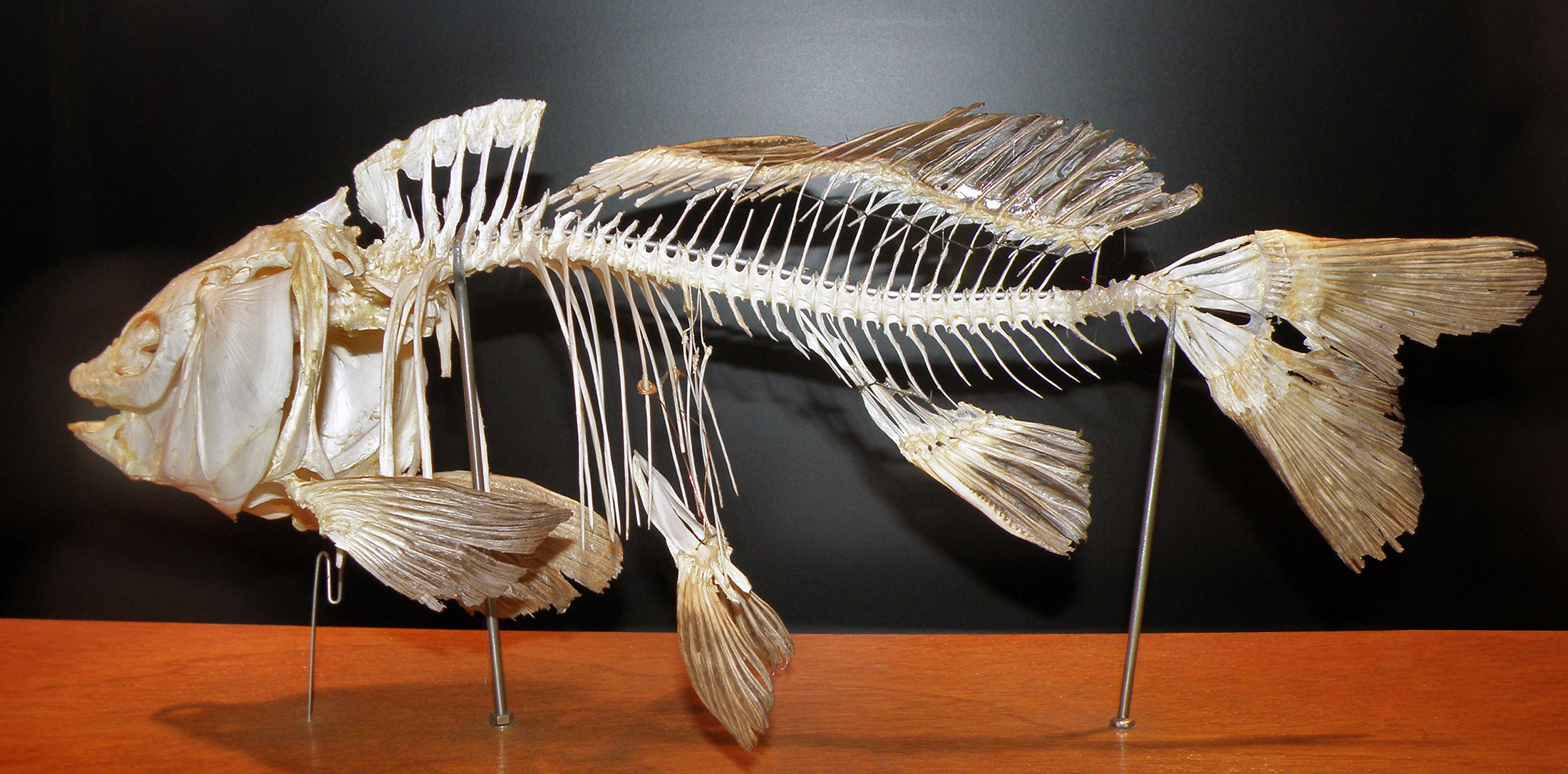
O esqueleto duma carpa

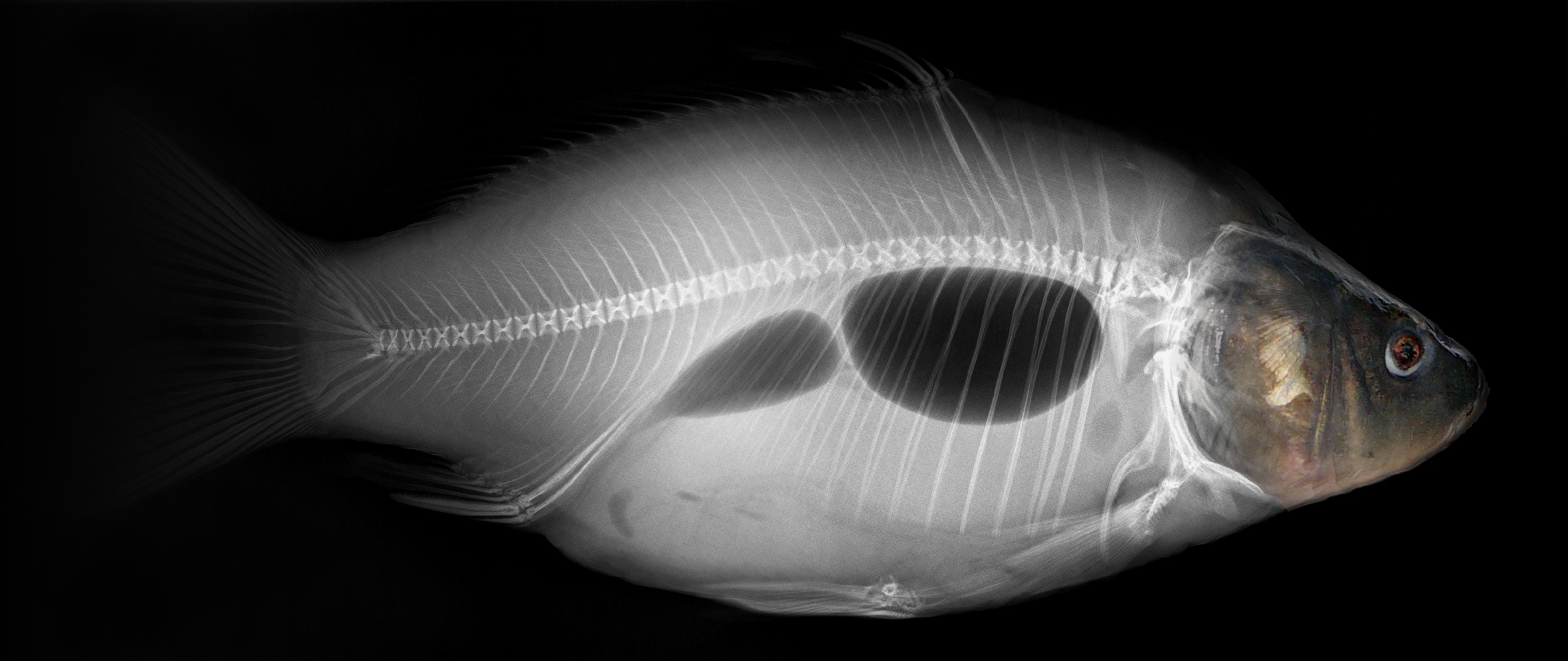
Raio-x duma carpa

Embora tolerante à maioria das condições, prefere grandes corpos de água lenta ou parada e sedimentos vegetais macios, incluindo água salobra ou com pouca oferta de oxigênio. Como cardumes de peixes, prefere estar em grupos de cinco ou mais. Vive naturalmente em climas temperados em água doce ou ligeiramente salobra com pH de 6,5 a 9,0 e salinidade de até cerca de 0,5%, e temperaturas de 3 a 35 °C (37 a 95 °F). A temperatura ideal é de 23 a 30 °C (73–86 °F), com a desova começando em 17 a 18 °C (63–64 °F); sobrevive facilmente ao inverno numa lagoa congelada, desde que alguma água livre permaneça abaixo do gelo. As carpas são capazes de tolerar água com níveis muito baixos de oxigênio, engolindo ar na superfície.
A carpa-comum é onívora e se alimenta durante todo o dia com a alimentação mais intensiva à noite e ao nascer do sol. Em seu estado larval, alimenta-se exclusivamente de zooplâncton. Uma fêmea adulta típica pode colocar 300 mil ovos numa única desova, com um único espécime sendo capaz de desovar mais de um milhão de ovos num ano. Desova em áreas marginais, rasas e infestadas de ervas daninhas. A carpa-comum é uma espécie polígama e plástica politípica com tendência para produzir variedades em resposta à reprodução seletiva e influências ambientais. Em condições tropicais, se reproduz durante todo o ano, mas em águas temperadas sua desova é sazonal. Os adultos geralmente fazem migrações de desova consideráveis para remansos adequados e prados inundados. O sucesso reprodutivo é restrito aos anos em que o nível da água começa a subir em maio e quando as altas temperaturas e alagamentos da vegetação terrestre perduram por um longo período durante os meses de maio e junho. Os ovos são pegajosos e amarelados e ficam presos a plantas aquáticas ou outros objetos submersos e eclodem em quatro dias. As carpas que sobrevivem até os juvenis são predadas por outros peixes, como Esox lucius e o achigã, e vários pássaros (incluindo corvos-marinhos-de-faces-brancas (Phalacrocorax carbo), garças-reais-europeias (Ardea cinerea), mergansos-grandes (Mergus merganser) e águias-pesqueiras (Pandion haliaetus)).

## Introdução em outros habitats

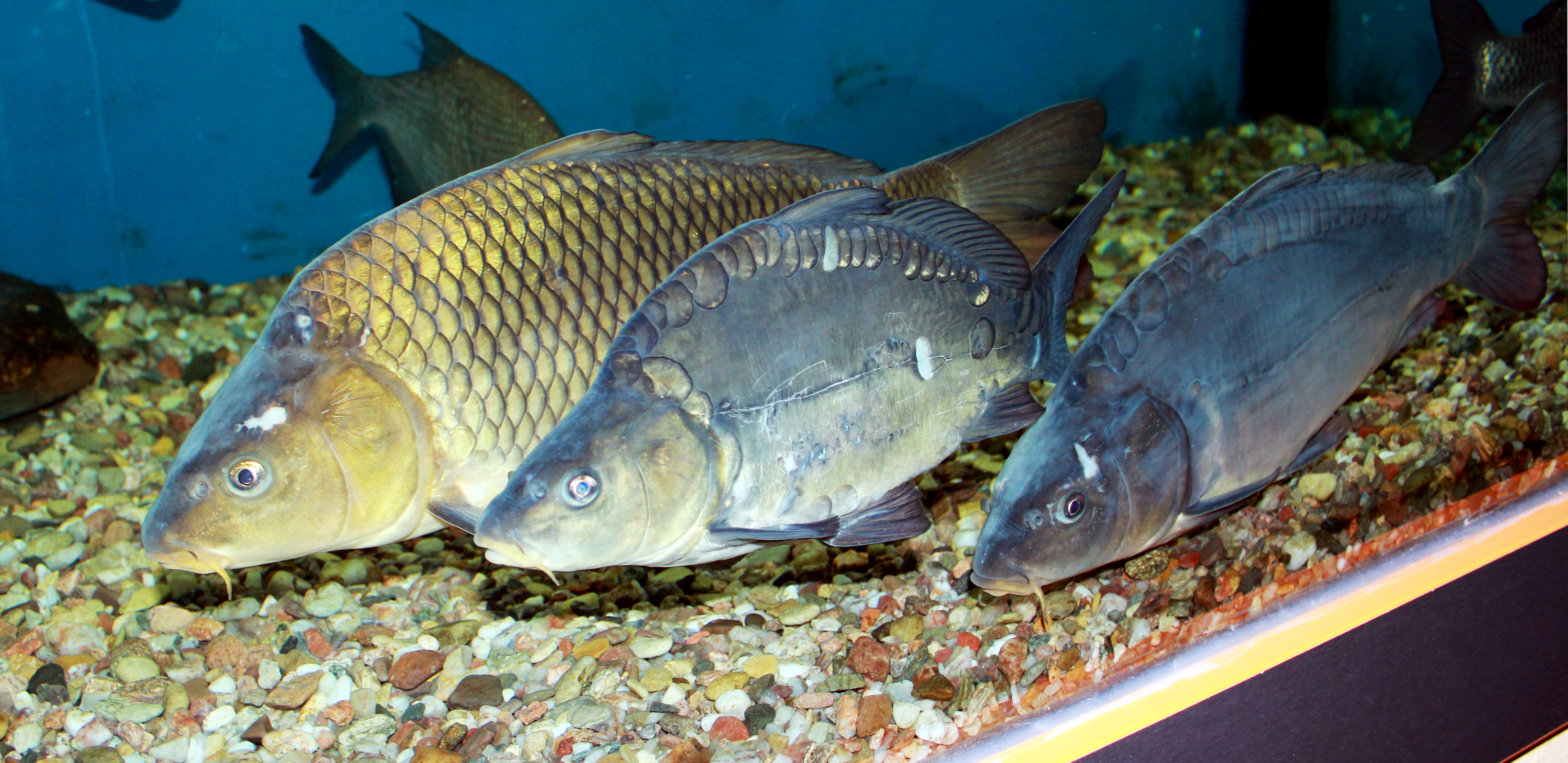
Espécimes do rio Vltava, na Chéquia

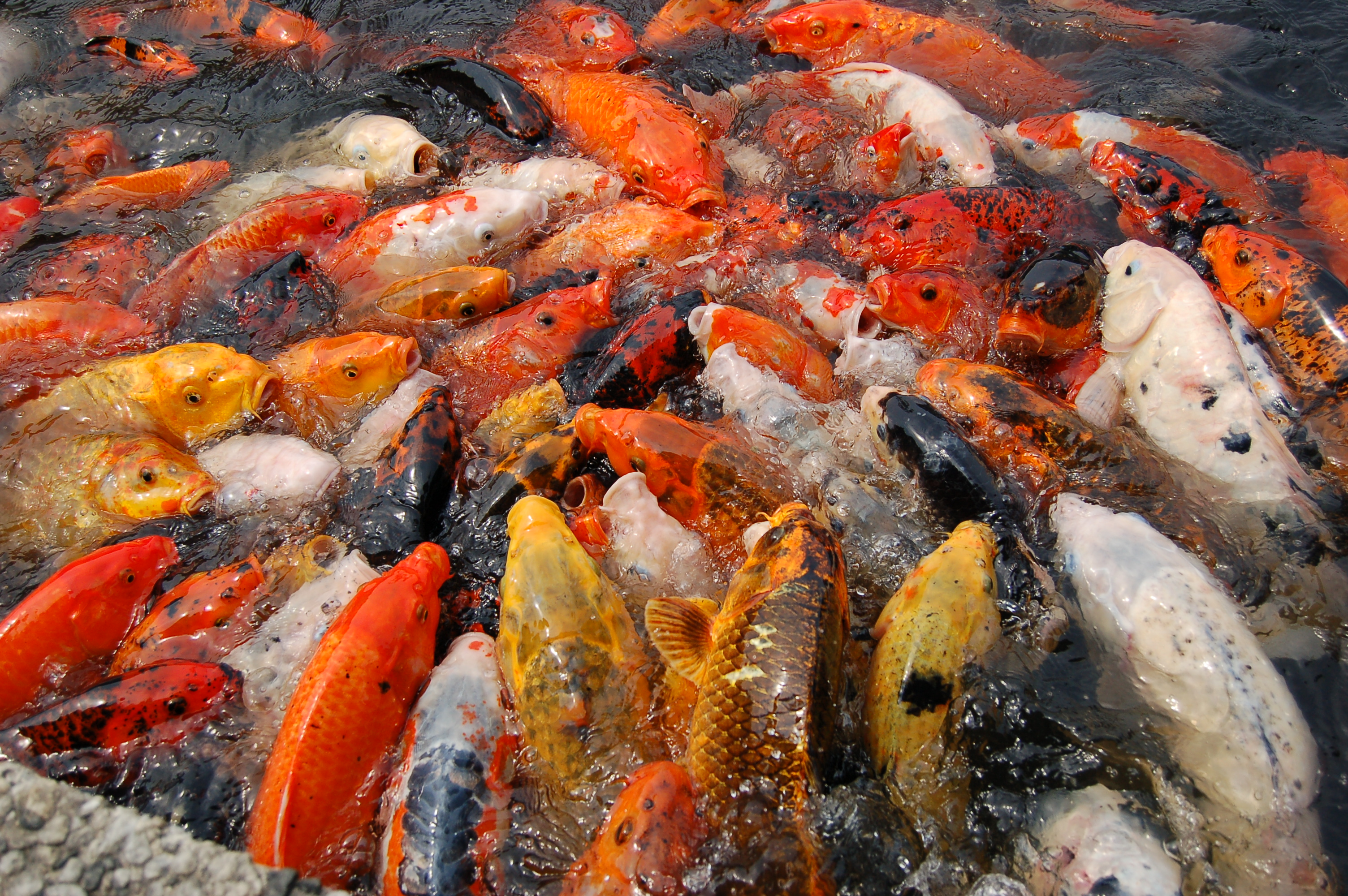
A carpa koi é uma variedade de carpa domesticada e é mantida em lagos de jardim. Embora a espécie-mãe tenha sido considerada a carpa-comum, autoridades recentes acreditam que se origina de uma carpa do leste asiático, possivelmente C. rubrofuscus.

A carpa-comum foi introduzida na maioria dos continentes e em cerca de 59 países. Na ausência de predadores naturais ou pesca comercial, pode alterar amplamente seus ambientes devido à sua taxa reprodutiva e seu hábito alimentar de escavar os sedimentos do fundo para se alimentar. Na alimentação, pode destruir, desenraizar, perturbar e comer a vegetação submersa, causando sérios danos aos patos nativos, como zarros-grandes (Aythya valisineria) e populações de peixes. Foi introduzida na Austrália há mais de 150 anos, mas não era vista como praga reconhecida até que a cepa 'Boolarra' apareceu na década de 1960. Depois de se espalharem massivamente pela bacia Murray-Darling, auxiliados por grandes inundações em 1974, se estabeleceram em todos os territórios australianos, exceto no Território do Norte. Em Vitória, foi declarada espécie de peixe nociva, e a quantidade que um pescador pode pescar é ilimitada. No sul da Austrália, é uma ofensa esta espécie ser solta na natureza. Uma empresa australiana produz fertilizantes vegetais de carpa.
Os esforços para erradicar uma pequena colônia do Lago Crescente na Tasmânia, sem o uso de produtos químicos, foram bem-sucedidos, mas o empreendimento de longo prazo, caro e intensivo é um exemplo da possibilidade e da dificuldade de remover com segurança a espécie uma vez estabelecida. Uma proposta, considerada ambientalmente questionável, é controlar o número de carpas expondo-as deliberadamente ao vírus do herpes koi específico da carpa com sua alta taxa de mortalidade. Em 2016, o governo australiano anunciou planos para liberar esse vírus na bacia Murray-Darling em uma tentativa de reduzir o número de carpas comuns invasoras no sistema de água. No entanto, em 2020, foi considerado improvável que esse plano funcionasse.
A carpa-comum foi trazida aos Estados Unidos em 1831. No final do século XIX, foram amplamente distribuídos em todo o país pelo governo como alimento-peixe, mas agora raramente são consumidos nos Estados Unidos, onde geralmente são considerados pragas. Como na Austrália, sua introdução demonstrou ter consequências ambientais negativas. Em Utá, espera-se que a população de carpas-comuns no Lago Utá seja reduzida em 75% usando redes para pegar milhões delas, dando-as a pessoas que as comerão ou processando-as em fertilizante. Isso, por sua vez, dará à população em declínio de Chasmistes liorus uma chance de se recuperar.
Acredita-se que a carpa-comum tenha sido introduzida na província canadense da Colúmbia Britânica a partir do estado de Washington. Foi observada pela primeira vez no Vale Okanagan em 1912, assim como seu rápido crescimento populacional. As carpas estão atualmente distribuídas na baixa Colúmbia (lagos Arrow), Kootenay Inferior, Lago Cristina e em todo o sistema Okanagan. Em 2020, os cientistas demonstraram que uma pequena proporção de ovos de carpa comum fertilizados ingeridos por aves aquáticas sobrevivem ao passar pelo trato digestivo e eclodem após serem recuperados das fezes.

## Aquacultura da carpa-comum

Produção mundial de aquacultura de carpa-comum em toneladas de 1950 a 2013

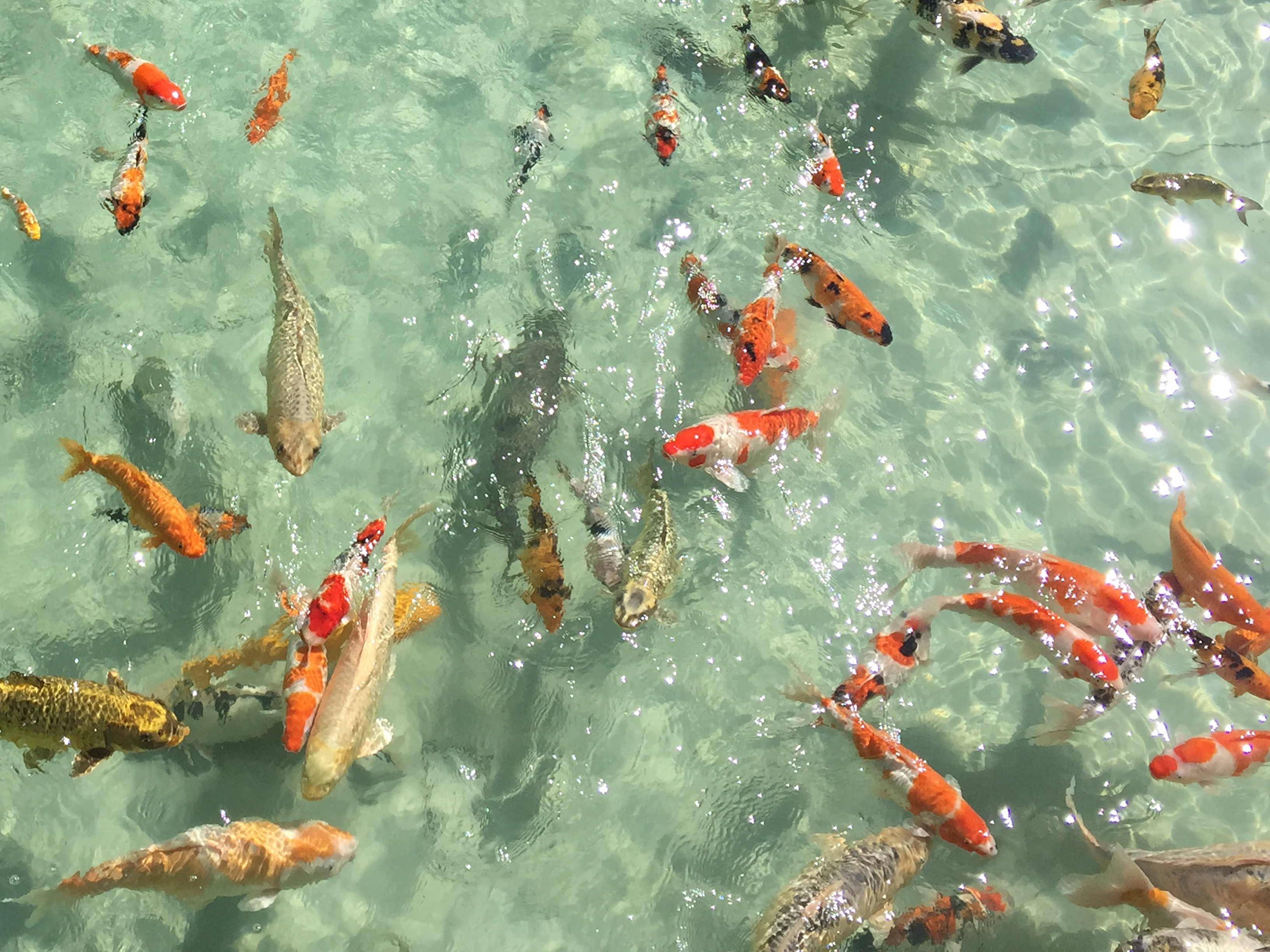
Grupo de carpas ornamentais

Na Europa Ocidental, a carpa é cultivada mais comumente como peixe esportivo, embora haja um pequeno mercado como peixe alimentar. Na China, Coreia e Japão, o cultivo de carpas ocorreu já no Período Yayoi (c. 300 a.C.–300 d.C.). A carpa-comum contribuiu com cerca de 4,67 milhões de toneladas em escala global durante 2015-2016, representando aproximadamente 7,4% da produção total de pesca continental. A tonelagem anual de carpa comum produzida apenas na China, para não mencionar os outros ciprinídeos, supera o peso de todos os outros peixes, como a truta e o salmão, produzidos pela aquicultura em todo o mundo. Cerca de três milhões de toneladas são produzidas anualmente, representando 14% de todos os peixes de água doce cultivados em 2002. A China é de longe o maior produtor comercial, respondendo por cerca de 70% da produção de carpas.
Na Europa, contribuiu com 1,8% (0,17 Mt) da produção total da pesca interior (9,42 Mt) durante 2015–2016. É uma das principais espécies cultivadas na aquicultura de água doce europeia com produção localizada nos países da Europa Central e Oriental. A Federação Russa (0,06 Mt) seguida pela Polônia (0,02 Mt), Chéquia (0,02 Mt), Hungria (0,01 Mt) e Ucrânia (0,01 Mt) representa cerca de 70% da produção de carpas na Europa durante 2016. De fato, os países da Europa central sem litoral dependem fortemente da aquicultura de carpa comum em tanques de peixes. A produtividade média dos sistemas de cultivo de carpas nos países da Europa Central varia entre 0,3 e 1 ton ha-1. A produção europeia de carpa comum, em termos de volume, atingiu o seu pico (0,18 Mt) durante 2009-2010 e tem vindo a diminuir desde então. A carpa é frequentemente criticada como um fator antropogênico da eutrofização de corpos de água doce do interior — especialmente na região da Europa Central e Oriental (CEER). Tem havido algum debate entre ambientalistas e criadores de carpas sobre a eutrofização de corpos d'água, manifestado em lobby em níveis ministeriais em torno das legislações de tanques de peixes. A aquicultura europeia de carpas em viveiros de peixes provavelmente tem a menor carga de nutrientes para o meio ambiente do que a maioria dos setores de produção de alimentos na União Europeia.